# Cunningham-Gletscher
Der Cunningham-Gletscher ist ein Gletscher in der antarktischen Ross Dependency. In der Commonwealth Range des Königin-Maud-Gebirges fließt er in nordöstlicher Richtung und mündet 8 km nördlich des Gray Peak in den Canyon-Gletscher. 
Das Advisory Committee on Antarctic Names nach 1966 nach Willard Eugene Cunningham Jr. (* 1936), Koch auf der McMurdo-Station im antarktischen Winter 1960 und auf der Amundsen-Scott-Südpolstation im antarktischen Winter 1963.